# Ambositracris vittata
Ambositracris vittata är en insektsart som först beskrevs av Kevan, D.K.M., Akbar och A. Singh 1964.  Ambositracris vittata ingår i släktet Ambositracris och familjen Pyrgomorphidae. Inga underarter finns listade i Catalogue of Life.